# Preferentiële logica
De preferentiële logica of a-logica is die logica die volgens de managementtheorie gebruikt wordt door managers om beslissingen te nemen.
De a-logica ontstaat door het feit dat er geen objectieve werkelijkheid bestaat, er bestaan slechts percepties van de werkelijkheid. Managers oordelen dus op basis van de door hun gepercipieerde realiteit. Hierdoor is het soms moeilijk beslissingen objectief te staven, zij kunnen slechts subjectief gestaafd worden.
Een beslissing A krijgt 'preferentie' boven beslissing B, als en slechts als de manager dit subjectief aanvoelt: A > B
De preferentiële logica heeft verschillende gevolgen in de managementtheorie waarvan de belangrijkste zijn:
1. Het beperkt rationalisme (bestudeerd door Herbert Simon) (zie ook besluitvormingstheorie)
2. Het logisch incrementalisme (bestudeerd door James Quinn en Charles Lindblohm)